# Parlamentswahl in der Tschechoslowakei 1946
Die Parlamentswahlen in der Tschechoslowakei 1946 fanden am 26. Mai 1946 statt. Es waren die ersten Wahlen nach dem Zweiten Weltkrieg und zugleich die letzten vor der kommunistischen Machtübernahme im Februar 1948.

## Kandidaten, Parteien, Regierung
Kurz vor der Wahl wurde das passive Wahlrecht von 21 auf 18 Jahre herabgesetzt. Die Zulassung zur Wahl wurde bereits im Artikel I. des Regierungsprogramms Kaschauer Programm, das auch von der tschechoslowakischen Exilregierung in London verabschiedet wurde, vorbestimmt: Parteien, die der Zusammenarbeit mit der Protektoratmacht verdächtigt waren, wurden nicht zugelassen. Die zugelassenen Parteien kandidierten auf der Einheitsliste der Nationalen Front, eine Koalitionsbildung oder Opposition waren nicht vorgesehen.
Folgende Parteien wurden zur Wahl zugelassen: Im tschechischen Teil des Landes (Böhmen, Mähren, Schlesien) die kommunistische KSČ, die Volkssozialisten der ČSNS, die Volkspartei ČSL und die sozialdemokratische ČSDSD, in der Slowakei die kommunistische KSS, die Demokratische Partei DS, die christliche SSL und die 1946 neugegründete sozialdemokratische SP. Die 1939 gegründete Kommunistische Partei der Slowakei KSS war formell eine selbständige, der gesamttschechoslowakischen KSČ nicht untergeordnete Partei, während es für die Länder Böhmen und Mähren keine gesonderte („tschechische“) kommunistische Partei gab.
Als Sieger der Wahl ging der Kommunist Klement Gottwald hervor, der seine erste Regierung einsetzen konnte. Sie bestand aus Kommunisten (9 Regierungsmitglieder), Volkssozialisten (4 Regierungsmitglieder), slowakischen Demokraten (4 Regierungsmitglieder), Mitgliedern der Volkspartei (4 Regierungsmitglieder), Sozialdemokraten (3 Regierungsmitglieder) sowie aus 2 Parteilosen. Nach den Regierungen Fierlinger I und Fierlinger II (beide von 1945) war dies die erste Nachkriegsregierung, die durch eine Wahl zustande kam.

## Wahlergebnisse
Die Wahlergebnisse im Einzelnen:
| Partei                                                       | Kurzbeschreibung              | Mandats- anteil | Anzahl Mandate |
| ------------------------------------------------------------ | ----------------------------- | --------------- | -------------- |
| Komunistická strana Československa (KSČ)                     | tschechische Kommunisten      | 31,05 %         | 93             |
| Československá strana národně socialistická (ČSNS)           | tschechische Sozialisten      | 18,29 %         | 55             |
| Československá strana lidová (ČSL)                           | tschechische Christdemokraten | 15,64 %         | 46             |
| Demokratická strana (DS)                                     | slowakische Konservative      | 14,07 %         | 43             |
| Československá sociálně demokratická strana dělnická (ČSDSD) | tschechische Sozialdemokraten | 12,05 %         | 37             |
| Komunistická strana Slovenska (KSS)                          | slowakische Kommunisten       | 6,89 %          | 21             |
| Strana slobody (SSL)                                         | slowakische Katholiken        | 0,85 %          | 3              |
| Strana práce (SP)                                            | slowakische Sozialdemokraten  | 0,71 %          | 2              |
| gesamt                                                       |                               | 100 %           | 300            |

An der Wahl nahmen 7.099.411 Wähler teil. In Böhmen und Mähren gewann die Komunistická strana Československa (40,127 %), in der Slowakei die Demokratická strana (61,453 %). Es wurden etwa 0,5 Prozent weiße Zettel als Protest gegen die Wahl der Einheitsliste der Nationalfront abgegeben.
Infolge der Wahl ernannte Staatspräsident Edvard Beneš am 2. Juli 1946 den Vorsitzenden der Kommunistischen Partei, Klement Gottwald, zum Ministerpräsidenten. Dieser stand einer Allparteienregierung vor, der Minister der Kommunisten, Christdemokraten, slowakischen Demokraten, Volkssozialisten, Sozialdemokraten sowie Parteilose angehörten. Die Kommunisten konzentrierten die Macht allerdings immer mehr bei sich. Aus Protest dagegen traten die Minister der ČSL, DS und ČSNS am 20. Februar 1948 geschlossen zurück. Die Kommunisten nutzten dies zum sogenannten Februarumsturz und zur Abschaffung der Mehrparteiendemokratie.